# Углєша Мрнявчевич
Йован Углєша Мрнявчевич (серб. Јован Угљеша Мрњавчевић; ? — 26 вересня 1371) — сербський шляхтич XIV століття з роду Мрнявчевичів, один із найвпливовіших магнатів Сербського царства. Володів титулом деспота, який отримав від царя Стефана Уроша V, чиїм співправителем був брат Углєші — Вукашин.

## Життєпис
Углєша був сином Мрняви, казначея королеви Єлени Анжуйської, дружини короля Сербії Стефана Уроша I. 1346 року, за часів правління царя Стефана Душана, Углєші належав край Травунія.
Дружиною Углєші була Єлена (згодом черниця Єфимія), дочка воєводи Войхни — цезаря Драми. Цей шлюб зміцнив позиції Углєші. Войхна помер близько 1360 року, а його володіння успрадкував Углєша.
1365 року цариця Олена Болгарська дала Углєші титул деспота. Володіння Углєші розташовувалися вздовж річки Струми, а їхній центр був у місті Сере. З 1368 року володіння Углєші перебували в релігійній юрисдикції Константинопольського патріархату. 1371 року він згадується в листі патріарха як правитель Рашки.
Углєша та його брати Вукашин і Гойко брали участь у битві на річці Мариці проти османів, у якій у вересні 1371 року Вукашин та Углєша були вбиті.